# Клов

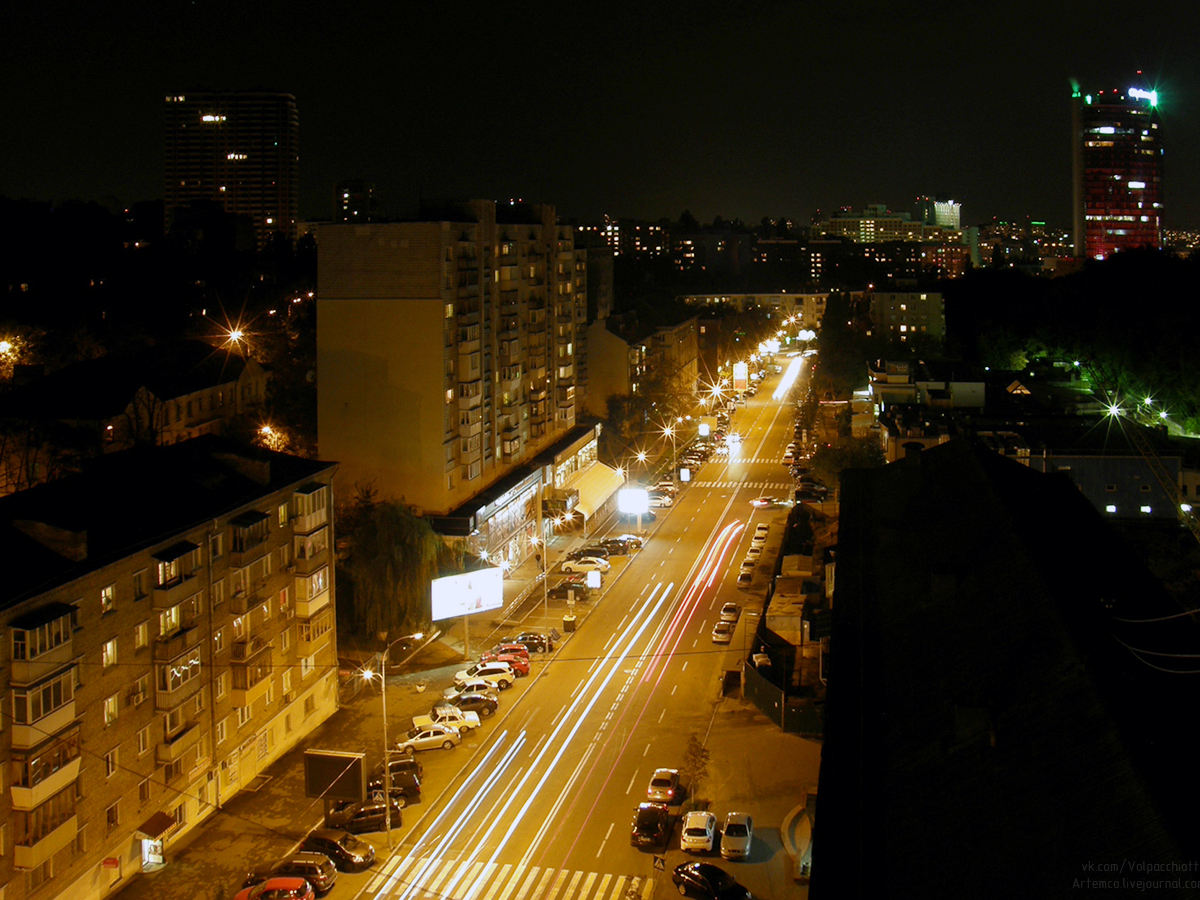
Клов, Улица Мечникова (2013 год)

Клов (укр. Клов) — историческая местность Киева, урочище на Печерске. Простирается вдоль Кловского спуска, улиц Ивана Марьяненко, Мечникова и прилегающих к ним.
В этой местности расположена станция метро Кловская.

## История

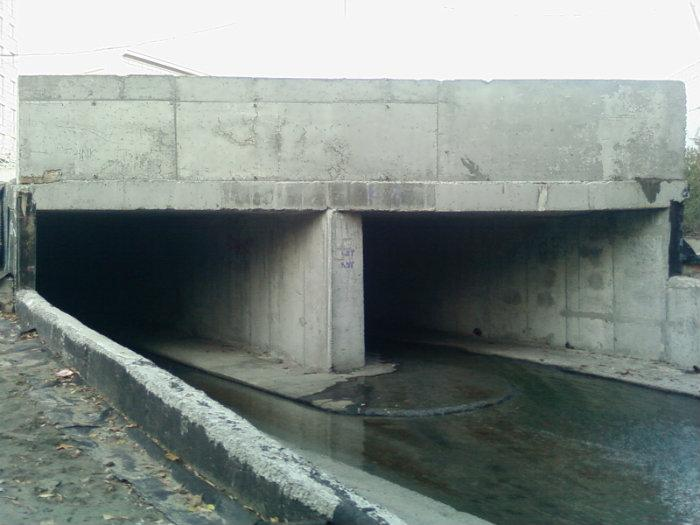
Кловский ручей

Название происходит от слова клов, что означает «вода, влага». В древние времена тут протекал Кловский ручей, который впадал в реку Лыбедь. Река Клов до сих пор проходит по центру города, но находится под землёй в коллекторе.
Местность известна со времён Киевской Руси, в XI столетии здесь преподобным Стефаном Печерским был построен Кловский монастырь (разрушен в 1240 году ордами хана Батыя).
В 1752—1756 годах сооружён Кловский дворец. (архитекторы И. Г. Шедель, С. Д. Ковнир; здание № 8 по улице Филиппа Орлика). Одновременно со строительством дворца была рассажена большая липовая аллея, отчего урочище Клов стало называться Липками, однако название «Липки» не прижилось (ввиду того, что с ростом Киева значительная часть деревьев была спилена, поскольку для постройки новых зданий требовались новые территории).
Существовали и Кловский бульвар (теперь улица Мечникова), и Кловская улица (теперь улица Гусовского), и Кловский переулок (сейчас в составе Кловского спуска). Среди киевлян считается элитным районом.